# 越南副總理
越南副總理（越南语：／?）是越南政府的一個高級官員職務，輔佐越南總理處理國內事務。由於越南是一黨專政的國家，越南共產黨是越南憲法規定的唯一合法政黨，故而所有副總理通常由越共黨員擔任。現任的副總理分別為阮和平、胡德福、裴青山、黎成龍、陈红河。在越南民主共和國第一屆國會時稱政府副主席（Phó Chủ tịch Chính phủ）；第二屆至第六屆國會期間稱政府副總理；第七屆至第八屆國會期間稱部長會議副主席（Phó Chủ tịch Hội đồng Bộ trưởng）；自第九屆國會起復稱副總理並沿襲至今。

## 越南社會主義共和國（1976年—）
范平明、武德儋，于2023年1月被越南国会免去职务。